# 永居湖
永居湖，是臺灣臺中市新社區的一個傳統地域名稱，位於該區東北部。相較於今日行政區，其範圍大致包括月湖里不含西北端、慶西里最北端。

## 歷史
台灣清治末期，永居湖地區為一街庄，稱為「永居湖庄」，隸屬於捒東上堡。該庄東北隔大甲溪與新伯公庄為界，南與水底藔庄為鄰，西邊為鳥銃頭庄、新社庄，北邊為土牛庄。。
1901年（日明治三十四年）11月，全台廢縣廳改設二十廳，該庄隸屬於臺中廳。1903年（明治三十六年）6月，該庄編入「新社區」，仍隸屬於臺中廳。1909年（明治四十二年）10月，全台二十廳合併為十二廳，新社區隸屬不變。1920年（大正九年），全台地方制度大改正，該庄改制並雅化為「永居湖」大字，隸屬於臺中州東勢郡新社庄。
戰後新社庄改制為新社鄉，隸屬於臺中縣，大字亦改制為村。1950年10月，中、彰、投分治，新社鄉隸屬不變。2010年12月，隨著臺中縣、市合併為直轄臺中市，新社鄉改制為新社區，村亦改制為里。

## 聚落
本地區有月湖、畚箕湖等聚落。

## 交通
區道中95線（新居街）是新社至溪頭的道路，大致以西北—東南走向到達本地區西部邊界北側後轉南南東沿邊界而行至出境。由該道路向西北轉西再轉北北西可前往新社市區並止於舊市道129號（中和街四段）路口，向南南東可前往水底寮地區的中和聚落、薰衣草森林新社店、溪頭並止於接近頭汴坑邊界處的紫興宮前。